# Пелагий Кордовский
Пелагий (Пелайо) (исп. San Pelayo; 912—926) — мученик Кордовский, память 26 июня.
Святой Пелагий, также именуемый святой Пелайо (Pelayo), по преданию, был мальчиком-христианином из Астурии. 26 июля 920 г. в долине Хункера вблизи крепости Муэс в 25 км на юго-запад от Памплоны произошло сражение (сражение при Вальдехункере) между объединенными христианскими армиями Леон и Наварры под руководством королей Ордоньо II и Санчо I Гарсеса и армией кордовского эмира Абд ар-Рахмана III. Эмир одержал победу, в результате которой, в частности, были взяты в плен епископ Туйский Эрмогио и епископ Саламанки Дульсидио II, племянником которого и был будущий святой. Дульсидио был выкуплен королём Ордоньо II, в обмен на Эрмохио в Кордову и отправился в качестве заложника святой Пелагий, которому тогда было десять лет. Пелагий должен был быть освобожден в обмен на пленников-мавров.
Этот обмен так и не состоялся, и святой Пелагий оставался в плену в течение трех лет. По свидетельствам иных пленников, его мужество и вера были таковы, что когда он достиг возраста тринадцати лет, халиф предложил ему свободу в ответ на принятие ислама.
Святой отказался, и разъяренный халиф приказал подвергнуть его пыткам. От этих пыток святой Пелагий страдал в течение шести часов, после чего был четвертован.
Считается, что святой Пелагий похоронен в Овьедо.
О святом Пелагии в своём стихотворении писала Хросвита Гандерсгеймская (Hroswitha of Gandersheim).